# Жіл Вісенте
Жіл Вісе́нте, також Вісе́нті (Gil Vicente; бл. 1470 — бл. 1539) — португальський поет і драматург. Основоположник португальського театру. Знаний під прізвиськом Трубадур. 

## З життя і творчості
За професією золотокоп. Працював також актором і композитором. Слави зажив як драматург.
Відтак був запрошений до двору короля, де був автором, актором і постановником придворних видовищ; писав п'єси для карнавальних ходів, комедії, фарси. 
Творчість Вісенті відіграла велику роль у розвитку іспанського театру. 
Зі збережених дотепер 43-х п'єс Жіла Вісенте 12 написано португальською, 11 — іспанською, решта — на суміші обох мов. 
У п'єсах Вісенті мотиви середньовічних містерій поєднуються з антиклерикальними тенденціями, автор широко використовує іспанську й португальську народно-пісенну творчість. Народним музичним фольклором, зокрема галісійськими піснями насичені драми «Гостини, або Монолог пастуха», «Дійство про чотири пори року» тощо. У п'єсах Вісенті створені живі, виразні образи представників різних суспільних станів. 
Найкращі твори Жіла Вісенте: «Дійство про Сивіллу і Кассандру» (1503), «Трилогія про човен» («Човен пекла», «Човен чистилища», «Човен раю», 1517-9) вирізняються вільнодумством, гострою сатиричністю. 
Соціальною спрямованістю позначені фарси («Погонич мулів» та інші) й жартівливі комедії («Кузня кохання» та інші).
Попри протидію інквізиції (були знищені декілька його творів, а деякі втратили понад тисячі рядків), творчість Жіла Вісенте міцно ввійшла в світову літературу.